# Rosemarie Seibert
Rosemarie Seibert, geb. König, (* 2. Juli 1931 in Gotha; † 15. Oktober 2012 in Erfurt) war eine deutsche Politikerin (FDJ, SED) in der DDR. 1982 bis 1989 war sie Oberbürgermeisterin von Erfurt.

## Leben
Rosemarie König (später verheiratete Seibert) wuchs als Tochter eines Landmaschinenschlossers in Gotha auf und machte nach der Oberschule zunächst eine Ausbildung als Industriekauffrau. 1947 trat sie der FDJ bei. Von 1950 bis 1953 war sie in der FDJ-Landesleitung Thüringen beschäftigt, zuerst als Leiterin der Abteilung Ferien und Wandern, später als Instrukteurin. Von 1953 bis 1959 war sie Zweiter, später Erster Sekretär der FDJ-Kreisleitung Weimar-Stadt. Parallel dazu absolvierte sie ein Fernstudium zur Unterstufenlehrerin. 1955 wurde Seibert Mitglied der SED. 1957 studierte sie an der Jugendhochschule der FDJ. Von 1959 bis 1962 war sie als Assistentin und dann Lehrerin an der Bezirksparteischule (BPS) der SED in Erfurt beschäftigt. Anschließend studierte Seibert an der Parteihochschule „Karl Marx“ der SED und schloss das Studium 1965 als Diplom-Gesellschaftswissenschaftlerin ab. Danach arbeitete sie wieder an der BPS in Erfurt und wurde dort stellvertretende Leiterin eines Lehrstuhls. Von 1968 bis 1969 war sie Zweiter Sekretär der SED-Stadtbezirksleitung Erfurt-Nord, von 1970 bis 1982 Zweiter Sekretär der SED-Stadtleitung Erfurt.
Am 20. Oktober 1982 wurde Frau Seibert in Nachfolge von Heinz Scheinpflug zur Oberbürgermeisterin von Erfurt gewählt. Sie war damit die vierte Oberbürgermeisterin, die dieses Amt zu der Zeit in der DDR ausübte. Sie engagierte sich in Anbetracht der Wohnraumnot besonders für die Umsetzung des Neubauprogramms der Stadt. Dieses wurde in Außenbezirken von Erfurt, aber auch mit Wohnscheiben und Hochhäusern im Stadtinneren realisiert. Zu den eingreifenden Änderungen im Stadtbild gehörte der Abriss eines Altstadtquartiers am Hirschgarten, an der Neuwerkstraße und Regierungsstraße für ein überdimensionales „Haus der Kultur“ und dessen Baubeginn 1985/87. Es erfolgten Abriss und Neubebauung der nördlichen Altstadt im Bereich Huttenplatz 1985–1988, sowie Teilabrisse im Andreasviertel für eine geplante Fortsetzung des inneren Stadtringes Juri-Gagarin-Ring über den Domplatz und das Brühl zum Karl-Marx-Platz, die nur durch die Friedliche Revolution verhindert wurde. Gleichzeitig erfolgten Sanierungsarbeiten in zentralen, denkmalgeschützten Altstadtbereichen, wie die Rekonstruktion des Portals des ehemaligen Collegium Maius 1983, eine Sanierung der Krämerbrücke für Kleinbetriebe des Kunsthandwerkes 1986 und Restaurierung bzw. Abriss und Neuaufbau maroder historischer Gebäude wie der Georgenburse 1983, eines Waidspeichers für Kabarett- und Puppenbühne 1986, des Hauses „Zum Sonneborn“ als Standesamt 1986, der Schülergaststätte „Penne“ und des Hauses „Zur Windmühle“ als Musikschule 1988. Diese Gebäude waren teilweise Bestandteil einer Protokollstrecke für hochrangige Besucher von Erfurt.
In Seiberts Amtszeit fällt ferner die Begründung einer Städtepartnerschaft zwischen Erfurt und Mainz 1988. Besuche aus Erfurt in Mainz auf dieser Basis wurden jedoch nur für die Funktionärsschicht von SED, Blockparteien und FDGB möglich.
Am 7. Mai 1989 fanden auch in Erfurt Kommunalwahlen mit offensichtlichen Fälschungen der Ergebnisse statt.
Der teilweise Verfall der Altstadt fand erst mit der Wende ab 1990 ein Ende, wie auch Planungen für weitere Abrisse und für den Innenstadtring. Die Arbeiten am „Haus der Kultur“ wurden mit dem Rohbau beendet (der später abgerissen wurde).
Seibert war loyaler Teil des DDR-Systems. Sie verwirklichte dabei im Wesentlichen Beschlüsse übergeordneter SED-Parteileitungen. Sie stellte sich bereits 1987 der Diskussion mit Erfurter Bürgern über die von diesen abgelehnte „Haupterschließungsstraße nördliche Innenstadt“, mit der sie sich jedoch identifizierte. In der Friedlichen Revolution versuchte Seibert ab 24. Oktober 1989 mehrfach, Gespräche mit Oppositionellen aufzunehmen, wurde jedoch immer wieder mit Rufen wie „Rosi raus“ und „Rosi weg“ vor dem Rathaus und auf dem Domplatz zum Rücktritt gedrängt. Sie wurde von den Demonstranten der frühen Wendezeit als Repräsentantin des Systems angesehen. Nachdem sich ihr Parteivorgesetzter, der 1. Sekretär der SED-Bezirksleitung Erfurt und Mitglied des ZK der SED Gerhard Müller, heimlich nach Berlin abgesetzt hatte, gab Seibert am 9. November ihr Amt als Oberbürgermeisterin ab: „In Abstimmung mit meinem Mandatsträger, der SED, trete ich von meiner Funktion als Oberbürgermeister der Stadt zurück.“ Sie wurde am 27. November offiziell entlassen. Zum Nachfolger wurde Siegfried Hirschfeld (SED) ernannt.
Nach ihrem Rücktritt lebte Frau Seibert zurückgezogen in Erfurt. Sie blieb Mitglied der SED, PDS und dann der Partei Die Linke. Ehemann von Frau Seibert war Hubert Seibert, ehemals 1. Sekretär der SED-Kreisleitung Erfurt-Land.

## Auszeichnungen
- 1976 Vaterländischer Verdienstorden in Silber
- 1981 Orden Banner der Arbeit

## Weblink
- Esther Goldberg, Nicole Richter: Einstige Oberbürgermeisterin verstorben, Thüringer Allgemeine, Erfurt, 31. Oktober 2012

| Personendaten    | Personendaten                                                              |
| ---------------- | -------------------------------------------------------------------------- |
| NAME             | Seibert, Rosemarie                                                         |
| ALTERNATIVNAMEN  | König, Rosemarie (Geburtsname)                                             |
| KURZBESCHREIBUNG | deutsche Kommunalpolitikerin (FDJ, SED) und Oberbürgermeisterin von Erfurt |
| GEBURTSDATUM     | 2. Juli 1931                                                               |
| GEBURTSORT       | Gotha                                                                      |
| STERBEDATUM      | 15. Oktober 2012                                                           |
| STERBEORT        | Erfurt                                                                     |